# Read (Nyugat-Virginia)
Read önkormányzat nélküli település az USA Nyugat-Virginia államában, Randolph megyében. 